# Rahnivka, Dunaiivți
Rahnivka (în ucraineană Рахнівка) este localitatea de reședință a comunei Rahnivka din raionul Dunaiivți, regiunea Hmelnîțkîi, Ucraina.

## Demografie
Componența lingvistică a localității Rahnivka
     Ucraineană (99,17%)
     Alte limbi (0,83%)
Conform recensământului din 2001, majoritatea populației localității Rahnivka era vorbitoare de ucraineană (99,17%), existând în minoritate și vorbitori de alte limbi.